# Tmesisternus vagejaspideus
Tmesisternus vagejaspideus är en skalbaggsart som beskrevs av Gilmour 1949. Tmesisternus vagejaspideus ingår i släktet Tmesisternus och familjen långhorningar.
Artens utbredningsområde är Irian Jaya. Inga underarter finns listade i Catalogue of Life.